# Dvorce (Vysočina)
Dvorce é uma comuna checa localizada na região de Vysočina, distrito de Jihlava.